# Pallavolo ai XXVIII Giochi del Sud-est asiatico - Torneo maschile
La torneo maschile di pallavolo ai XXVIII Giochi del Sud-est asiatico si è svolta dal 10 al 16 giugno 2015 a Singapore, in Singapore, durante i XXVIII Giochi del Sud-est asiatico: al torneo hanno partecipato otto squadre nazionali del Sud-est asiatico e la vittoria finale è andata per la settima volta, la terza consecutiva, alla Thailandia.

## Impianti
|                                                                   |  |  |
|                                                                   |  |  |
| OCBC Arena Hall 2 Città: Singapore Capienza: - Anno d'apertura: - |  |  |

## Regolamento

### Formula
Le squadre hanno disputato una prima fase a gironi con formula del girone all'italiana; al termine della prima fase:
- Le prime due classificate di ogni girone hanno acceduto alla fase finale strutturata in semifinali e finale.

### Criteri di classifica
Se il risultato finale è stato di 3-0 o 3-1 sono stati assegnati 3 punti alla squadra vincente e 0 a quella sconfitta, se il risultato finale è stato di 3-2 sono stati assegnati 2 punti alla squadra vincente e 1 a quella sconfitta.
L'ordine del posizionamento in classifica è stato definito in base a:
- Punti;
- Ratio dei set vinti/persi;
- Ratio dei punti realizzati/subiti.

## Squadre partecipanti
| Squadra    | Qualificazione      | Ultima partecipazione |
| ---------- | ------------------- | --------------------- |
| Birmania   | -                   | Naypyidaw 2013        |
| Cambogia   | -                   | Naypyidaw 2013        |
| Filippine  | -                   | ?                     |
| Malaysia   | -                   | Naypyidaw 2013        |
| Indonesia  | -                   | Naypyidaw 2013        |
| Singapore  | Paese organizzatore | ?                     |
| Thailandia | -                   | Naypyidaw 2013        |
| Vietnam    | -                   | Naypyidaw 2013        |

## Torneo

### Fase a gironi
| Girone A   | Girone B  |
| ---------- | --------- |
| Birmania   | Cambogia  |
| Filippine  | Indonesia |
| Malaysia   | Singapore |
| Thailandia | Vietnam   |

#### Girone A

##### Risultati
| 10 giugno 2015 OCBC Arena Hall 2, Singapore Durata: 1h:50 - Spettatori: 1350 | Malaysia   | 1 - 3 | Filippine  | 25-20, 23-25, 18-25, 19-25 |
| 10 giugno 2015 OCBC Arena Hall 2, Singapore Durata: 1h:19 - Spettatori: 468  | Thailandia | 3 - 0 | Birmania   | 29-27, 25-16, 25-18        |
| 11 giugno 2015 OCBC Arena Hall 2, Singapore Durata: 1h:23 - Spettatori: 450  | Birmania   | 3 - 0 | Filippine  | 25-16, 25-14, 33-31        |
| 12 giugno 2015 OCBC Arena Hall 2, Singapore Durata: 1h:41 - Spettatori: 450  | Thailandia | 3 - 1 | Malaysia   | 23-25, 25-15, 25-20, 25-12 |
| 13 giugno 2015 OCBC Arena Hall 2, Singapore Durata: 1h:16 - Spettatori: 400  | Malaysia   | 0 - 3 | Birmania   | 17-25, 23-25, 21-25        |
| 14 giugno 2015 OCBC Arena Hall 2, Singapore Durata: 1h:12 - Spettatori: 650  | Filippine  | 0 - 3 | Thailandia | 21-25, 16-25, 13-25        |

##### Classifica
| Pos. | Squadra    | Pt | G | V | P | SV | SP | Ratio | PF  | PS  | Ratio |
| ---- | ---------- | -- | - | - | - | -- | -- | ----- | --- | --- | ----- |
| 1.   | Thailandia | 9  | 3 | 3 | 0 | 9  | 1  | 9,000 | 252 | 183 | 1,377 |
| 2.   | Birmania   | 6  | 3 | 2 | 1 | 6  | 3  | 2,000 | 219 | 201 | 1,090 |
| 3.   | Filippine  | 3  | 3 | 1 | 2 | 3  | 7  | 0,429 | 206 | 243 | 0,848 |
| 4.   | Malaysia   | 0  | 3 | 0 | 3 | 2  | 9  | 0,222 | 218 | 268 | 0,814 |

      Qualificata alla fase finale per il primo posto.

#### Girone B

##### Risultati
| 10 giugno 2015 OCBC Arena Hall 2, Singapore Durata: 1h:11 - Spettatori: 550 | Cambogia  | 3 - 0 | Singapore | 25-19, 25-23, 25-16 |
| 11 giugno 2015 OCBC Arena Hall 2, Singapore Durata: 1h:24 - Spettatori: 400 | Vietnam   | 3 - 0 | Indonesia | 25-23, 25-23, 25-15 |
| 12 giugno 2015 OCBC Arena Hall 2, Singapore Durata: 1h:13 - Spettatori: 300 | Cambogia  | 0 - 3 | Vietnam   | 14-25, 22-25, 18-25 |
| 12 giugno 2015 OCBC Arena Hall 2, Singapore Durata: 1h:05 - Spettatori: 350 | Singapore | 0 - 3 | Indonesia | 14-25, 14-25, 15-25 |
| 13 giugno 2015 OCBC Arena Hall 2, Singapore Durata: 1h:11 - Spettatori: 550 | Vietnam   | 3 - 0 | Singapore | 25-17, 25-18, 25-20 |
| 14 giugno 2015 OCBC Arena Hall 2, Singapore Durata: 1h:10 - Spettatori: 350 | Indonesia | 3 - 0 | Cambogia  | 25-21, 25-20, 25-20 |

##### Classifica
| Pos. | Squadra   | Pt | G | V | P | SV | SP | Ratio | PF  | PS  | Ratio |
| ---- | --------- | -- | - | - | - | -- | -- | ----- | --- | --- | ----- |
| 1.   | Vietnam   | 9  | 3 | 3 | 0 | 9  | 0  | MAX   | 225 | 170 | 1,324 |
| 2.   | Indonesia | 6  | 3 | 2 | 1 | 6  | 3  | 2,000 | 211 | 179 | 1,179 |
| 3.   | Cambogia  | 3  | 3 | 1 | 2 | 3  | 6  | 0,500 | 190 | 208 | 0,914 |
| 4.   | Singapore | 0  | 3 | 0 | 3 | 0  | 9  | 0,000 | 156 | 225 | 0,693 |

      Qualificata alla fase finale per il primo posto.

### Finale 1º posto
|  | Semifinali | Semifinali | Semifinali |  |    | Finale     | Finale  | Finale |
|  |            |            |            |  |    |            |         |        |
|  | 1A         | Thailandia | 3          |  |    |            |         |        |
|  | 1A         | Thailandia | 3          |  |    |            |         |        |
|  | 2B         | Indonesia  | 0          |  |    |            |         |        |
|  | 2B         | Indonesia  | 0          |  | 1A | Thailandia | 3       |        |
|  |            |            |            |  | 1A | Thailandia | 3       |        |
|  |            |            |            |  |    | 1B         | Vietnam | 0      |
|  | 1B         | Vietnam    | 3          |  |    | 1B         | Vietnam | 0      |
|  | 1B         | Vietnam    | 3          |  |    |            |         |        |
|  | 2A         | Birmania   | 0          |  |    |            |         |        |
|  | 2A         | Birmania   | 0          |  |    |            |         |        |

#### Semifinali
| 15 giugno 2015 OCBC Arena Hall 2, Singapore Durata: 1h:15 - Spettatori: 680 | Thailandia | 3 - 0 | Indonesia | 25-18, 25-23, 25-16 |
| 15 giugno 2015 OCBC Arena Hall 2, Singapore Durata: 1h:21 - Spettatori: 400 | Vietnam    | 3 - 0 | Birmania  | 25-21, 25-17, 25-21 |

#### Finale
| 16 giugno 2015 OCBC Arena Hall 2, Singapore Durata: 1h:19 - Spettatori: 700 | Thailandia | 3 - 0 | Vietnam | 25-20, 25-19, 25-23 |

## Podio

### Campione
Formazione: 1 Raksakaew, 2 Vaenpradab, 3 Wattana, 5 Nilsawai, 7 Silasporn, 9 Sri-utthawong, 10 Namkhunthod, 14 Somkane, 16 Nakprasong, 17 Charoensuk, 18 Phuanglib, 19 Chanchai, CT: Supajirakul

### Secondo posto
Formazione: 2 Xuân Thành, 3 Văn Duc, 4 Hoang Thu, 5 Cong Chien, 6 Long Kiem, 7 Quang Khan, 8 Hoàng Quan, 9 Văn Du, 11 Văn Hoàng, 12 Văn Sang, 13 Huu Ha, 14 Thanh Thuậ, CT: Hao

### Terzo posto
Formazione: 1 Aung, 2 Htway, 4 M.M. Oo, 5 W.T. Oo, 7 Maung, 8 M.K. Thu, 9 Ko, 11 A. Thu, 13 Myo, 14 Hlaing, 15 Tun, 17 Zin, CT: Lwin
 
Formazione: 2 Seganti, 3 Bertiyawan, 4 Nurcahyadi, 6 Suarnata, 7 Kohar, 8 Tamamilang, 9 Pradana, 10 Nurmulki, 12 Ardian, 13 Juliadi, 16 Kurniawan, 17 Maulana, CT: Tjahdjono

## Classifica finale
| Pos       | Squadra    |
| --------- | ---------- |
|           | Thailandia |
|           | Vietnam    |
|           | Birmania   |
| Indonesia |            |
| 5         | Cambogia   |
| 6         | Filippine  |
| 7         | Malaysia   |
| 8         | Singapore  |